# メトレオン

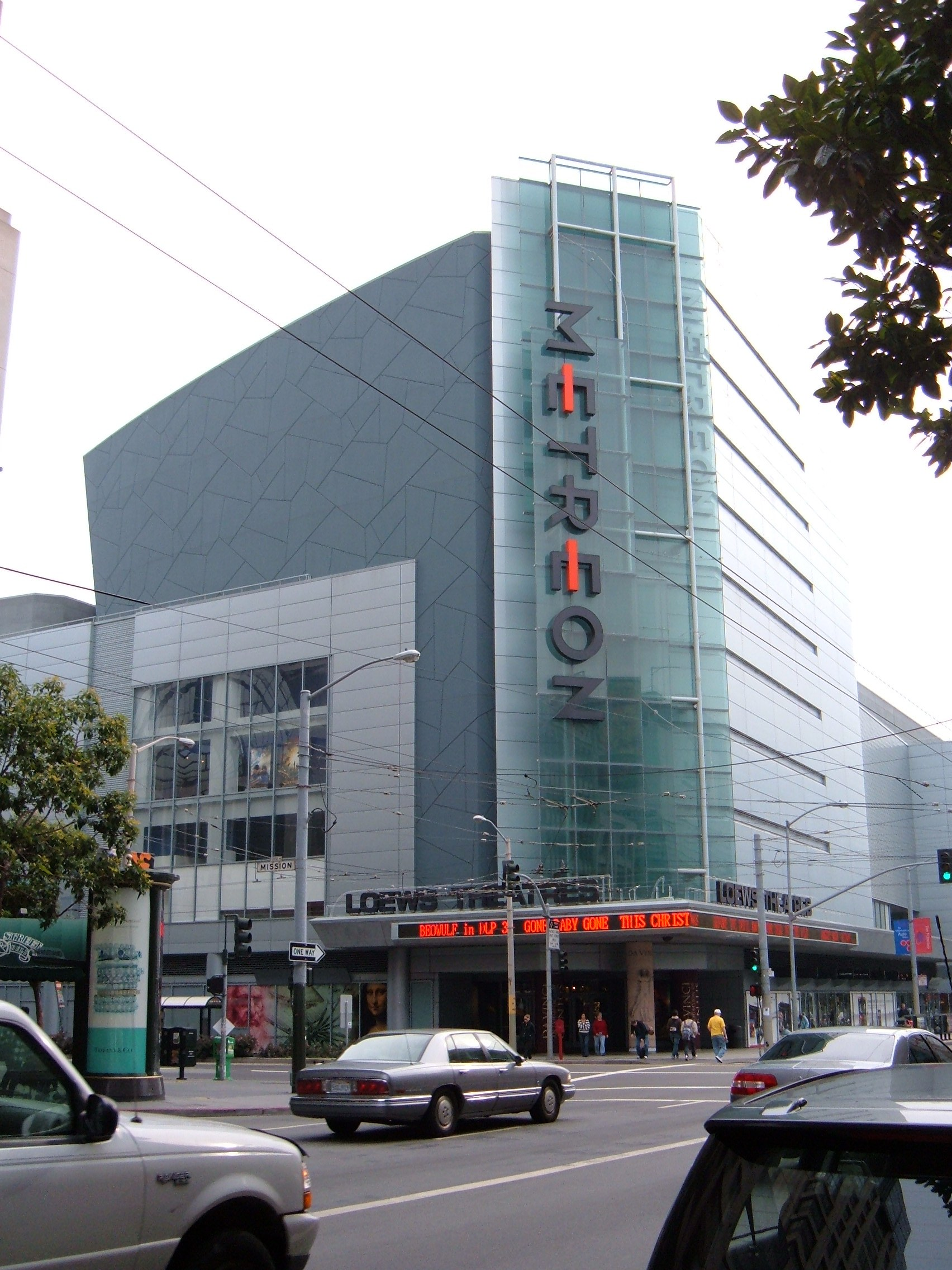
メトレオン

メトレオン（Metreon）とはサンフランシスコにあるショッピング＆エンターテイメント複合施設。ハリウッドにならった「ウォーク・オブ・ゲーム」（ゲームの歩道）にノーラン・ブッシュネル、宮本茂、マリオ、ソニックらの星がある。

## 概要
メトレオンは1999年6月16日に営業開始した。ソニーがその後複数作る予定だった都市センターの第1号であり、レストラン、アミューズメント、音楽、展覧会場、ショッピングセンター、映画館を集めた複合施設である。サンフランシスコのダウンタウン、4番通りとミッション通りの角に位置する4階建て33,000立方メートルのビルで、地下にあるモスコーンセンターの角の上に建っている。このソニーの野心的な8千500万ドル計画はテーマパークやソニー製品のショールームとしてだけではなく、ソニーブランドが持つ新奇なイメージを強化するための支えになることを目標としていた。
オープン時の呼び物としては通常のスクリーンとIMAXを併設した映画館、デビッド・マコーレイの有名な児童書『道具と機械の本』に基づいたオーディオアニマトロニクスと3次元映像によるマルチメディア・エデュテイメント、モーリス・センダックの絵本『かいじゅうたちのいるところ』を元にした子供向けの遊具エリア『ワイルドシングス（英名：“WHERE THE WILD THINGS ARE”）』、（同作家の『まよなかのだいどころ』をテーマにしたレストランを併設）、ショッピングセンター、ジャン・“メビウス”・ジローの漫画『エアタイト・ガレージ』をテーマにした同名のバー＆ゲームセンター（オリジナルゲームを設置）があった。
2001年10月にはソニー傘下のアニメーションテレビネットワークであるアニマックスとの共催でアニメフェスティバルが開かれ、メトレオンのアトラクションである「アクションシアター」の中で様々なアニメが上映された。
関係者の熱意は高く、ソニーは1999年に東京とベルリンにあと2つのセンターをオープンする予定だったが、新事業の利益は不安定だった。初年度の600万人という来客数はオープン前の予想を100万人上回り、今後に期待させるものであったが、2001年の夏には「道具と機械の本」が閉館し、大型テナントであるマイクロソフトも2001年後半に撤退した。もう一つの呼び物であった「かいじゅうたちのいるところ」は2004年7月以降のある時点で閉館した。
「エアタイト・ガレージ」のオリジナルゲームは人気が低く、例外的に人気があったのは「ハイパーボウル」（ボウリングのボールをトラックボールとして使い、画面内のボールを障害物を避けながら操作する3Dゲーム）だけで、ゲームは次第に人気が高い普通のゲームに置き換えられていった。その後一旦閉店し、「ポータル・ワン」として再オープンした時には内装とバーと「ハイパーボウル」はそのままだったが、それ以外は普通のゲームセンターになっていた。15のスクリーンがある映画館は成功しており、地域で最も収益の高い映画館の一つとして、メトレオンの集客力の大きな部分を担っている。ただしメトレオンとの賃貸契約では映画館の売り上げはメトレオンに分配されないことになっている。
2002年頃にはソニーがメトレオンの経営からの撤退を望んでいるとの噂が流れていた。2006年2月、メトレオンは近隣のサンフランシスコ・センターを所有するウェストフィールド・グループと不動産開発会社のフォレスト・シティ・エンタープライゼスへと売却された。かつてディスカバリーチャンネルなどのテナントが入っていた多くのスペースは2006年の時点で空いたままになっている。1階に複数あるレストランは、昼食時には近隣のビジネス街やモスコーンセンターからの充分な客足があり、オープン当初と変わらず営業している。
ソニーから新製品が発売されるときはしばしばメトレオンでイベントが開催されている。PlayStation 2やPlayStation Portableといった話題性が高い商品のときは混雑を見せる。
メトレオンはまたウォーク・オブ・フェーム（Walk of Fame、名声の歩道）を模したウォーク・オブ・ゲーム（Walk of Game、ゲームの歩道）の設置場所でもある。ここではマリオ、リンク、ソニック・ザ・ヘッジホッグ、宮本茂、ノーラン・ブッシュネルなどが栄誉を称えられている。